# Mohini Fluctus
Il Mohini Fluctus è una struttura geologica della superficie di Titano.